# Giuseppe Bartolomeo Chiari
Giuseppe Bartolomeo Chiari (10 de marzo de 1654-8 de septiembre de 1727), también conocido simplemente como Giuseppe Chiari, fue un pintor italiano del período barroco tardío, activo principalmente en Roma.

## Biografía
Nacido en Roma, fue uno de los principales asistentes, junto con Giuseppe Passeri y Andrea Procaccini, en el estudio de un anciano Carlo Maratta. Su padre se había opuesto a la carrera, pero no su madre, por recomendación del pintor Carlo Antonio Gagliani.
A la edad de 22 años, pintó al fresco los lunetos laterales (Nacimiento de la Virgen y Adoración de los Reyes Magos) de la capilla Marchionni en la iglesia de Santa Maria del Suffragio, y también el techo de una capilla en Santa Maria in Cosmedin. Pintó al fresco habitaciones en el Palacio Barberini con bocetos alegóricos de Bellori de Aurora conduciendo a Apolo y el carro con el tiempo y las estaciones con un extenso entretejido de símbolos heráldicos, incluidas las abejas (símbolo de Barberini); águila bicéfala que se posa sobre un globo con franjas azules y blancas (símbolo de la familia de Vittorio Ottoboni); llaves cruzadas bajo baldaquino (símbolo del Papa Alejandro VIII); un vellocino de oro (símbolo del premio otorgado a Taddeo Barberini; una columna (símbolo de la familia Colonna); sol y laureles (símbolos de Urbano VIII), y poste (símbolos de la familia Pignatelli).
Además, pintó al fresco los Palacios Colonna y Spada con escenas basadas en las Metamorfosis de Ovidio, y la Villa di Marchese Torri fuera de Porta San Pancrazio en colaboración con el paisajista Jan van Bloemen; así como la iglesia de San Silvestro in Capite con la Virgen y el niño con San Antonio haciendo milagros y el Papa Esteban I destruyendo el templo de Marte con un rayo (1696) para Santa Maria del Suffragio (donde completó el fresco de Niccolò Berrettoni). Recibió encargos para Santa Maria in Posterola, Santa Maria di Loreto, San Salvatore en Lauro, y una Asunción para Santa María del Montesanto. Para la Basílica de San Clemente de Letrán pintó un San Clemente en Gloria para el Papa Clemente XI. También preparó los cartones para los mosaicos de la nave lateral de la Basílica de San Pedro y San Giovanni Laterano con el óvalo del profeta Abdías escuchando la trompeta del Día del Juicio. También pintó una Visión de San Juan en la capilla de la Presentazione para el Duomo di Urbino.
Fue maestro de William Kent, Paolo Anesi y Giovanni Andrea Lazzarini. Su estudio se describe como muy frecuentado por artistas franceses. Se convirtió en director o príncipe de la Academia de San Lucas (1723-1725).

## Antología parcial de obras en Roma

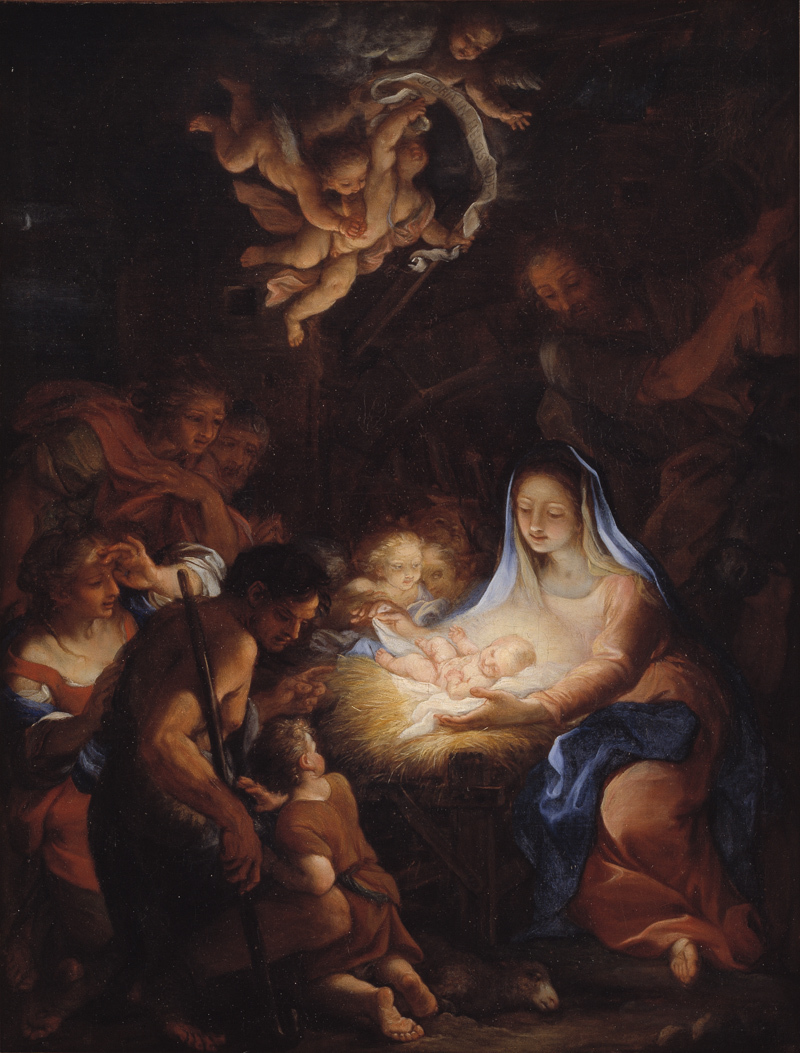
La adoración de los pastores.

- Adoración de los Reyes Magos y Nacimiento de María, 3ª capilla derecha de Santa Maria del Suffragio.
- Apoteosis de Marcantonio II Colonna, fresco del techo de la Sala delle Colonne Belliche del Palacio Colonna.
- Carruaje solar, Galleria Nazionale d'Arte Antica.
- Decoración del techo en piano nobile del Palazzo De Carolis.
- Decoración de lunetos en la 2ª capilla a la derecha en Sant'Ignazio.
- Judith y cabeza de Holofernes y Alegorías del papado de Clemente XI, Museo di Roma en el Palacio Braschi.
- Gloria de la Virgen, frescos del techo de la 3 ª capilla a la izquierda en Santa María del Montesanto.
- Gloria de los Ángeles, Capilla de los Fundadores, Iglesia de San Andrés del Quirinal.
- Gloria de San Clemente, frescos del techo de la basílica superior de San Clemente.
- Baco y Ariadna, Palacio Spada.
- Madonna, niño y Santos Antonio de Padua y Stefano I. San Silvestro in Capite.
- Milagros de San Francesco di Paola, frescos en la pared y el techo en la segunda capilla a la derecha de San Francesco di Paola.
- Profeta Abdías, pintado en óvalo sobre el edículo de la nave de la Basílica de San Giovanni.
- San Francesco rodeado de Ángeles, Santi Apostoli, Roma.
- Sagrada Familia y joven Juan Bautista, Santa Maria alle Grazie alle Fornaci.
- Santos Pedro de Alcántara y Pascual Baylon, San Francesco a Ripa.
- Tulia conduciendo su carro sobre su padre